# Hani Hanjour
Hani Saleh Hassan Hanjour  (Taif, Arabia Saudita, 30 de agosto de 1972 - Condado de Arlington, Virginia, Estados Unidos, 11 de septiembre de 2001) fue uno de los cinco secuestradores del vuelo 77 de American Airlines.
Hanjour era el cuarto de siete hijos nacido en Taif, Arabia Saudita. Durante su juventud decidió abandonar la escuela para convertirse en asistente de vuelo.
De todos los secuestradores del 11-S, él fue el primero en ingresar a los Estados Unidos pero no con intenciones de causar el atentado, sino para visitar a su hermano en Tucson.
Ganó su licencia de piloto comercial en abril de 1999 pero no pudo conseguir trabajo de ello. Después de que lo rechazaran y desesperado por no conseguir trabajo, comenzó a relacionarse con textos religiosos y mezquitas. Se dice que fue a escondidas de sus padres a los campos de entrenamiento en Afganistán. En 2000 se hizo miembro de al-Qaeda y fue invitado a formar parte de los atentados del 11 de septiembre de 2001 junto con otros cuatro hombres para secuestrar el vuelo 77 de American Airlines.
La mañana del 11 de septiembre de 2001, abordó el vuelo 77 de American Airlines que tenía programado salir del Aeropuerto Internacional Dulles en Washington hasta Los Ángeles a las 08:10 esa mañana, pero que terminó saliendo con 10 minutos de retraso, el cual fue secuestrado y estrellado deliberadamente contra el Pentágono a las 9:39:44 horas ET.

## Biografía
Hanjour fue uno de siete hijos, [5] nacido de un empresario de suministro de alimentos en Ta'if , Arabia Saudita . Durante su juventud, Hanjour quería abandonar la escuela para convertirse en asistente de vuelo , aunque su hermano Abdulrahman desaconsejó esta vía y trató de ayudarlo a concentrarse en sus estudios. [5]
Según su hermano mayor, Hanjour viajó a Afganistán a fines de la década de 1980 cuando era adolescente para participar en el conflicto contra la Unión Soviética. Los soviéticos ya se habían retirado cuando llegó al país y, en cambio, trabajó para una agencia de socorro . [6]
- Datos: Q738921
- Multimedia: Hani Hanjour / Q738921